# 长萼栝楼
长萼栝楼（学名：Trichosanthes laceribractea）为葫芦科栝楼属下的一个种。

## 扩展阅读
- 維基物種上的相關：长萼栝楼